# Pensavo fosse amore... invece era un calesse
Pensavo fosse amore... invece era un calesse è un film italiano del 1991 diretto da Massimo Troisi.

## Trama
Tommaso e Cecilia sono due giovani fidanzati napoletani. Fanno una vita regolare con i soliti amici: lui ha una trattoria nel Borgo Marinari accanto a Castel dell'Ovo, vicino alla libreria del loro amico Amedeo, celibe e bigotto, con una sorella adolescente di nome Chiara innamorata di Tommaso. Il matrimonio dei due è alle porte, ma la gelosia di Cecilia rischia di rovinare tutto: durante un momento di intimità crede di sentir pronunciare da Tommaso il nome di un'altra donna, Elena; in un'altra occasione lo prende per i capelli quando viene a sapere che un'altra donna lo ha cercato al telefono. Infine, durante la scelta delle bomboniere fa una scenata pensando ai fantasmi di queste rivali ipotetiche, fino a quando gli comunica, per citofono, che intende lasciarlo, di non sposarsi più e di sparire.
Raccogliendo le voci di amici, Tommaso viene a sapere che Cecilia si è fidanzata con Enea, un avventuriero più vecchio di lei, dedito a molte attività, che le promette grandi orizzonti ma un modesto, se non inconsistente, presente. Tommaso non riesce a capire come faccia Cecilia a innamorarsi di un uomo di non bell'aspetto e per giunta con un nome che trova ridicolo, mentre tutti quanti, con suo stupore, lo trovano bello e affascinante. Nel frattempo Amedeo si fidanza con Flora, ex fidanzata di Giorgio, un amico comune. La sorella di Amedeo, non riuscendo a conquistare Tommaso, tenta di avvelenarlo con il veleno per topi nel caffè, e in un'altra occasione, per gelosia, darà anche fuoco alla lambretta di Enea.
Tommaso tenta anche la via della magia presso una sedicente fattucchiera per sistemare le cose: le porta alcune ciocche di capelli di Cecilia, Enea e Chiara, chiedendo di far sparire dalla sua vita la ragazzina ed Enea, e di far tornare da lui Cecilia. I due alla fine tornano insieme, e si fanno trovare in flagrante mentre si scambiano effusioni amorose nella biblioteca dallo stesso Enea, il quale con rassegnazione rivela a Tommaso di adorare Cecilia al punto di non riuscire a sfiorarla con un dito. I due giovani, ritrovatisi, riprendono a organizzare il loro matrimonio. Tuttavia, il giorno delle nozze è Tommaso a non presentarsi all'altare. Manda una lettera a Cecilia dandole appuntamento in un bar, dove giunge anch'essa in abito nuziale. Qui le confida che uomo e donna non sono fatti per il matrimonio. Lei si trova d'accordo, e i due si organizzano per uscire la sera.

## Produzione
Il film è principalmente girato a Napoli dal 15 luglio 1991, per nove settimane (in particolare a Borgo Marinari, vicino Castel dell'Ovo), e nel bar Meridiana di Roma per la scena finale; per gli interni, stabilimenti De Paolis. 
Il ruolo di Amedeo era stato scritto per Lello Arena. 

## Colonna sonora
Le musiche del film sono curate dal cantante napoletano Pino Daniele; in particolare è utilizzata la canzone Quando, scritta appositamente per il film, che fa da sottofondo ai titoli di testa, a molte scene del film e ai titoli di coda.

## Distribuzione
Uscito il 20 dicembre del 1991, incassa 1 miliardo e mezzo di lire al botteghino. In seguito diventa uno dei film più visti nel 1992 con 15 miliardi di incasso, anche grazie ad un audace spot pubblicitario che vede protagonista un Troisi che parla in dialetto lombardo: «Massimo Troisi nun ghe piàse no. Ma andùmm a veder el suo film, e dopo, ma solo dopo, mi raccomàn, dicìmm: è 'na schifezza».

## Accoglienza

### La critica
(La Repubblica)

### Commento del regista
(Massimo Troisi)

## Riconoscimenti
- 1992 - David di Donatello
  - Miglior attore non protagonista ad Angelo Orlando
  - Candidatura Migliore attrice protagonista a Francesca Neri
  - Candidatura Miglior colonna sonora a Pino Daniele
- 1992 - Nastro d'argento
  - Migliore attrice protagonista a Francesca Neri
  - Miglior colonna sonora a Pino Daniele
  - Candidatura Migliore sceneggiatura a Massimo Troisi e Anna Pavignano
  - Candidatura Miglior attore non protagonista ad Angelo Orlando
  - Candidatura Migliore attrice non protagonista a Nuccia Fumo
- 1992 - Globo d'oro
  - Miglior musica a Pino Daniele
  - Candidatura Miglior attore a Massimo Troisi
- 1992 - Ciak d'oro
  - Migliore colonna sonora a Pino Daniele[5]